# 파블로 레코드
파블로 레코드(Pablo Records)는 그가 MGM 레코드에 그의 레이블을 판매한 후 10년 이상이 지난 1973년 노먼 그란츠에 의해 설립된 재즈 레코드 회사이자 레이블이었다.
파블로는 처음에는 그란츠가 관리해 온 엘라 피츠제럴드, 오스카 피터슨, 조 패스의 음반을 특징으로 했다. 나중에, 이 레이블은 카운트 베이시, 디지 길레스피, 세라 본, 밀트 잭슨, 그리고 파울리뇨 다 코스타에 의해 녹음되었다.